# Deportazione
La deportazione è la privazione dei diritti civili e politici di uno o più individui e il trasferimento coatto e forzato verso un luogo di detenzione diverso dalla propria patria.
Si differenzia dal confino e dall'esilio principalmente perché si tratta in genere di una misura attuata su larga scala e su base razziale, etnica, politica o religiosa, e poiché al trasferimento segue una restrizione della libertà personale, i lavori forzati o la reclusione, mentre il confino è più propriamente solo l'obbligo di risiedere in una determinata località e l'esilio è il mero divieto di soggiornare nel territorio nazionale.

## Inquadramento giuridico
La deportazione è stata talora qualificata fra le sanzioni o fra le pene accessorie del diritto penale, specie in ordinamenti o regimi illiberali. Sebbene non sia più prevista dalla maggioranza degli ordinamenti moderni, in particolare dopo lo Statuto di Roma che la qualifica come crimine, ebbe storicamente una certa diffusione anche in grandi stati europei.
In età romana la deportazione, evoluzione della interditio aquae et ignis, si scontava generalmente su un'isola (deportatio in insulam), in Sardegna oppure in qualche isola dell'Egeo e, in periodo imperiale, in Asia o in Africa. La damnatio ad metalla era in pratica una deportazione nelle miniere, ove il recluso era tenuto ai lavori forzati.
Nel 1540 si ebbe in Francia la prima deportazione a fini di colonizzazione, con l'invio di alcuni detenuti in Canada.
Nel XVIII e nel XIX secolo questa pena fu oggetto di nutrite discussioni e di qualche applicazione in Inghilterra (ove fra coloro che la proponevano vi fu anche Jeremy Bentham) e di nuovo in Francia, dove, abolitala nel 1802, fu reintrodotta nel 1810 destinando i reclusi per talune fattispecie di reato alla Caienna ed in Algeria, ov'erano del resto poi tenuti ai lavori forzati (in questo caso prendeva il nome di transportation). Nel 1885 fu in pratica sostituita dalla relegazione. L'Inghilterra prima del 1730 aveva invece deportato in gran numero verso l'America criminali ed oppositori politici, e verso la metà dell'Ottocento l'istituto fu più volte riproposto.
In Italia fu proposta nel 1865 come misura alternativa alla pena capitale e fu oggetto nel 1874 del progetto Vigliani, che la prevedeva per i condannati a pene detentive superiori ai dieci anni e per gli ergastolani; il progetto prevedeva il trasferimento in un'isola al di fuori del Mediterraneo.
Dal 1998, in seguito allo Statuto di Roma, i 139 stati aderenti annoverano la deportazione fra i crimini contro l'umanità.

## Deportazioni di massa
Indipendentemente dalla qualificazione giuridica, la deportazione è stata applicata in varie fasi della storia umana come strumento di controllo sociale o politico, misura di polizia, provvedimento di lotta etnica, ed è spesso stata una componente dello sfruttamento della schiavitù.
Fra le maggiori deportazioni di gruppi etnici o sociali, o comunque di masse più o meno numerose di individui, nel corso del tempo si registrano:
- Deportazione di 292.000 fra cittadini e schiavi, da parte di Khosrau I, Re sasanide di Persia, per popolare l'appena creata città di Ctesifonte (nel 542). [7]
- Deportazione degli israeliti del Regno di Israele da parte degli Assiri
- Deportazione degli ebrei della Giudea da parte dei Babilonesi (esilio babilonese)
- Deportazione degli ebrei della Giudea da parte dei Romani
- Deportazione degli indiani rom della media valle del Gange (Uttar Pradesh) da parte dei Turchi Ghaznavidi (c.d. "migrazione dei Rom", XI secolo)
- Deportazione degli ebrei della Spagna (31 luglio 1492, decreto dell'Alhambra)
- Espulsione dei moriscos (1609-1614)
- Deportazione degli africani verso le colonie (XVII, XVIII e XIX secolo, tratta atlantica degli schiavi africani)
- Deportazione degli nativi americani verso le riserve indiane od in Canada
- Deportazione degli acadiani da parte dei Britannici, fra il 1755 ed il 1763
- Deportazione dei garifuna (afro-amerindi) dall'isola di Saint Vincent verso l'America Centrale (1796)
- Deportazione degli oppositori politici alla Rivoluzione francese, verso Sinnamary e Counanama, nella Guyana francese (1797, regime del Direttorio)
- Deportazione dei "comunardi", dirigenti dell'insurrezione di Parigi dopo la guerra franco-prussiana, verso la Nuova Caledonia e la Guyana francese
- Deportazione degli herero da parte dei tedeschi, 1904
- Deportazione delle popolazioni italiane del Trentino durante la prima guerra mondiale (esodo dei trentini)
- Deportazione degli individui di nazionalità od origine messicana (circa 2 milioni di persone), da parte degli Stati Uniti, verso il Messico stesso[8][9][10][11][12][13] (anni trenta)
- Deportazione dei tedeschi del Volga, da parte dell'Unione Sovietica, verso il Kazakistan (1941)
- Deportazione dei ceceni, al termine dell'insurrezione cecena, verso il Kazakistan (1944 - operazione Lentil)
- Deportazione degli abitanti dell'atollo di Bikini, nel 1946, verso l'isola di Rongerik (per consentire esperimenti nucleari statunitensi)
- Dopo la divisione dell'India del 1947, si verificarono notevoli flussi migratori fra i territori di India, Pakistan e Bangladesh; questi flussi (stimati in circa 17.900.000 persone trasferite) sono stati da più parti definiti "deportazioni"
- Deportazione degli individui di etnia messicana da parte degli Stati Uniti verso il Messico (operazione Wetback, 1954)
- Deportazione degli ilois dall'arcipelago delle Isole Chagos, nel 1966, da parte del governo britannico, per l'insediamento della base navale statunitense sull'isola di Diego Garcia.

## La deportazione per genocidio

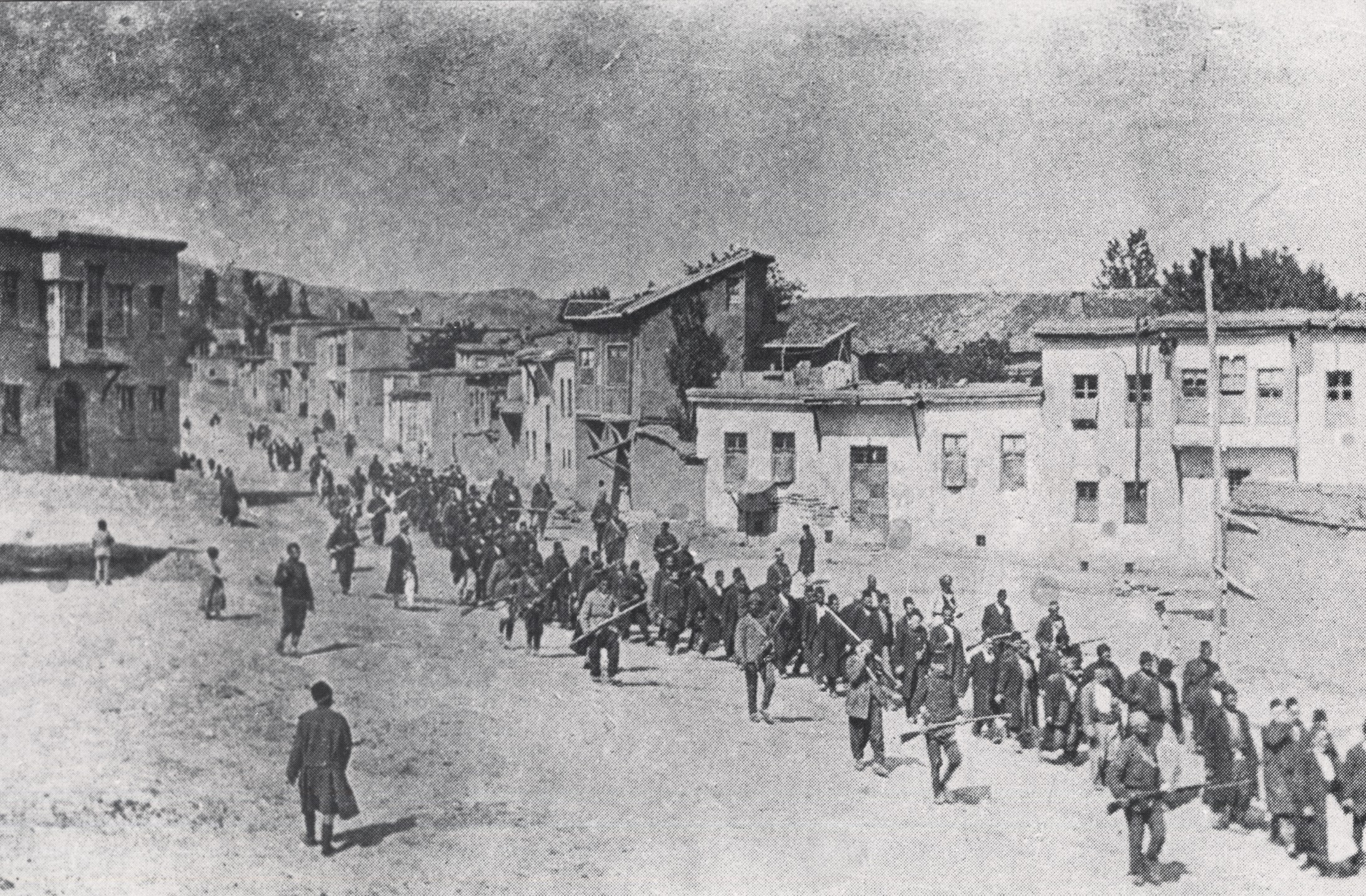
Armeni in marcia durante la deportazione

Nel XX secolo la deportazione è stata utilizzata anche come strumento per la perpetrazione di genocidi.
Fra il 1915 e il 1916 l'Impero ottomano deportò circa 1.200.000 Armeni, uccidendone centinaia di migliaia; gli eventi sono noti come Genocidio armeno.
A partire dal 1939, la Germania nazista operò numerose deportazioni ai danni di diversi gruppi etnici, religiosi e sociali; queste ebbero per effetto l'esecuzione di un genocidio di proporzioni senza precedenti, con diversi milioni di morti, noto come "Olocausto".

### Le deportazioni verso i lager nazionalsocialisti tra il 1933 e il 1945
Già dal primo periodo dell'avvento al potere di Adolf Hitler nella Germania nazista, si cominciò a organizzare un vasto sistema di campi di concentramento per lo sterminio o lo sfruttamento schiavistico di categorie sociali o etniche non gradite al sistema di potere. Si cominciò nel 1933 con l'eliminazione fisica di malati di mente e portatori di handicap, per poi passare a zingari, omosessuali, ebrei ed oppositori politici.
Il 20 gennaio 1942, le SS, i membri del Partito nazista e un certo numero di funzionari statali si riunirono durante la conferenza di Wannsee, nei pressi di Berlino, per coordinare le deportazioni degli ebrei europei verso i centri di sterminio, sia quelli già attivi, sia quelli in costruzione nella Polonia occupata. I partecipanti alla conferenza calcolarono che la "soluzione finale della questione ebraica" avrebbe portato alla deportazione e successiva eliminazione di undici milioni di ebrei, compresi quelli che risiedevano in paesi non sotto il controllo della Germania, come l'Irlanda, la Svezia, la Turchia e la Gran Bretagna. Il sistema poté svilupparsi grazie all'indifferenza generale sia del popolo tedesco sia delle altre nazioni, che erano almeno in parte al corrente di quanto avveniva prima in Germania e più tardi nei territori occupati dai nazisti; alcuni dei più grandi lager furono collocati proprio in territori occupati, come per esempio il campo di concentramento di Auschwitz in Polonia, o quello di Mauthausen in Austria.
Si calcola che il numero di persone uccise nei campi di sterminio si aggiri tra i dodici ed i tredici milioni, di cui circa la metà erano ebrei, anche se il numero esatto non è conosciuto perché i nazisti nelle fasi finali della guerra, quando possibile, distrussero gli archivi dei lager, mentre i deportati che venivano uccisi all'arrivo in un campo (bambini, anziani, ammalati, portatori di handicap), non venivano in genere nemmeno registrati.
Nei territori occupati, i nazisti poterono spesso ad avvalersi di ampie fasce di collaborazionismo locale, cosa che permise di individuare più celermente ed efficacemente gli appartenenti ai vari gruppi sociale, etnici, politici o religiosi.
In Italia, la deportazione degli ebrei verso i campi di sterminio nazisti iniziò successivamente all'armistizio dell'8 settembre 1943, e si avvalse della collaborazione dei fascisti della Repubblica di Salò che fornirono nomi e indirizzi ai nazisti e che parteciparono direttamente alle operazioni di cattura. La Repubblica di Salò gestiva inoltre diversi campi di smistamento, come quelli di Borgo San Dalmazzo, Fossoli e Bolzano, e decine di punti di raccolta e tortura noti come Ville Tristi, di cui manca un censimento completo.